# 1969年以色列議會選舉
1969年以色列議會選舉舉行於1969年10月28日，選出第七屆以色列議會的120名議員，投票率有81.7%。工黨贏得56個議席，是這次選舉獲得議席最多的政黨。

## 外部連結
- Historical overview of the Seventh Knesset （页面存档备份，存于） Knesset （英語）
- Election results （页面存档备份，存于） Knesset
- The Seventh Knesset （页面存档备份，存于） Knesset